# Mercado Central de Concepción
El Mercado Central de Concepción es un mercado de frutas, verduras y varios otros productos, ubicado en el centro de la ciudad chilena de Concepción, en la Región del Biobío. Está emplazado en una construcción de 3 600 m² y se encuentra ubicado en la manzana comprendida por las calles Caupolicán, Maipú, Rengo y Ramón Freire.
El actual edificio es uno de los más fieles representantes de la arquitectura moderna de la ciudad, siendo construido en 1940, como parte del período de reconstrucción posterior al Terremoto de Chillán de 1939 que afectó a toda la región. En abril de 2013 sufrió un incendio que destruyó el 60% de su estructura. Tres meses después, sus restos fueron declarados monumento histórico.

## Historia

### Feria de abastos, la Recova y el primer Mercado de Concepción (1751-1939)

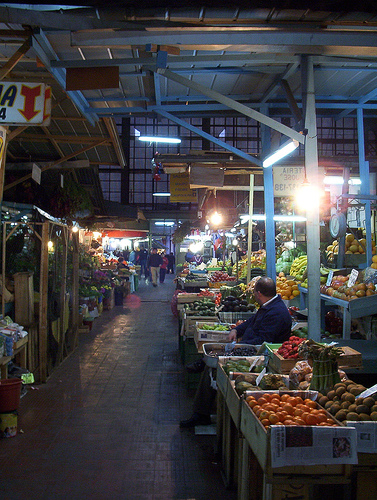
Uno de los pasillos internos del Mercado Central en 2005.

Las planificaciones para el traslado de la ciudad de Concepción al Valle de la Mocha en 1751, luego del terremoto y tsunami del mismo año que obligó a abandonar su antiguo emplazamiento (en donde hoy está la comuna de Penco), contemplaban frente a la Plaza de Armas de la nueva urbe (hoy Plaza de la Independencia), en un sitio en la calle noroeste de dicha plaza (hoy calle Barros Arana), un espacio de feria recurrente para la venta de frutas, verduras y abarrotes varios. En 1789 se permitió que una vez al mes artesanos y campesinos pudiesen comercializar sus productos en la plaza de la ciudad, pasando a ser estos espacios urbanos lugares de esparcimiento social. Las fiscalizaciones por parte de los policías de salubridad y la iglesia, quienes resguardaban la higienización y moralización respectivamente, terminaron dando fin a estas prácticas.
El primer antecedente directo del Mercado Central en su actual ubicación fue la Recova de Concepción, un lugar con doble significado según autores como Grossman: el primero como "el paraje público en que se venden gallinas y demás aves domésticas”, y la segunda como el “espacio arquitectónico de transición entre el “adentro” de un edificio y el “afuera” de un sitio urbano dilatado y extenso”. Esta Recova estaba situada para 1863 en la esquina de Maipú con Caupolicán. En 1894 se licitó las obras para la construcción del "nuevo mercado" para la ciudad, el cual se emplazó en el denominado "la Recova", finalizando estas en 1895. En 1912 se amplió hacia calle Freire, ocupando la mitad este de la manzana, y en 1914 se extiende hacia calle Rengo, ocupando la totalidad de la manzana, en función a la demanda de público que tenía el recinto.

### Primera destrucción y renacer del Mercado Central (1940-1981)
El Terremoto de Chillán de 1939 provocó la destrucción total del mercado antiguo. Ante eso, en el contexto del plan de reconstrucción de la ciudad, la Corporación de Reconstrucción y Auxilio promovió un concurso público para proyectar un nuevo mercado para la ciudad de Concepción, el cual se emplazaría en la misma ubicación que el antiguo edificio derrumbado, abarcando la manzana completa. El diseño ganador fue el presentado por los arquitectos Tibor Weiner, húngaro formado en Moscú en las escuelas del modernismo y la vanguardia, perteneciente al movimiento Bauhaus, y Ricardo Müller.
Weiner huyó de los nazis, llegando a Chile en 1939 a bordo del barco Winnipeg, dispuesto por Pablo Neruda para los refugiados de la guerra civil española. El principal postulado de las obras del arquitecto húngaro es que el diseño de sus edificios deben poder ser aprovechables de manera igualitaria para todas las personas, sin importar su estrato social.
Si bien el proyecto original de los arquitectos consistía en un edificio con planta de tipo "Panóptico" (Cinco edificios, uno central y cuatro dirigidos hacia las esquinas, formando una equis), asintieron en modificarlo a forma que finalmente se construyó.
Desde su creación, dentro del mercado se comercializaron principalmente frutas y verduras, si bien también se comercializaban carnes y pescados, especies, flores y artesanías típicas de la zona, e incluso ropa y animales domésticos. También en su interior había restaurantes y puestos de comida, siendo un punto de reunión recurrente y de alta densidad dentro del centro de la ciudad, así como también antiguamente un punto turístico importante de la zona.

### Privatización y deterioro del mercado (1981-2013)

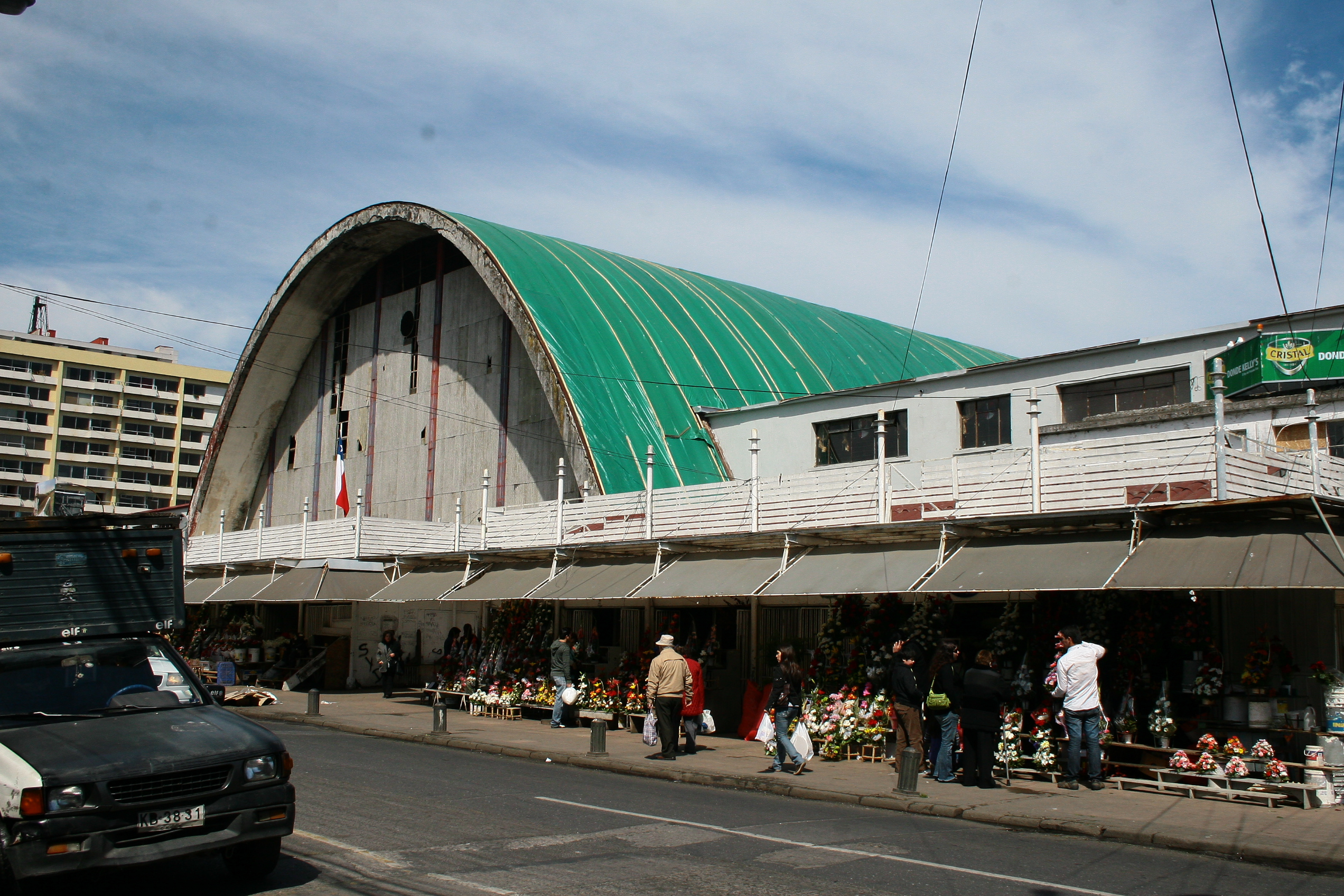
Mercado Central post Terremoto de 2010 y previo al incendio de 2013

Hasta 1981, el Mercado Central de Concepción perteneció a la Municipalidad de Concepción. Dicho año, en plena dictadura militar, el alcalde designado por la Junta de Gobierno, Claudio Arteaga Reyes, vendió el sitio a los locatarios que en ese entonces estaban establecidos en los 249 locales comerciales, quienes para ello conformaron la Inmobiliaria Mercado Central de Concepción y Cía. C.P.A.; primera administradora privada del Mercado. Dicha inmobiliaria debía pagar en cuotas la deuda adquirida por concepto de la propiedad adjudicada. Desde allí comenzó un proceso de degradación y descuido sostenido del recinto.
A mediados de la década de los 90, la deuda aún seguía impaga. El año 1996, el alcalde de ese entonces (ya en democracia) Ariel Ulloa, propuso a los locatarios la venta del inmueble, con el fin de liberarlos de la deuda que seguía pesando sobre ellos. La venta se realizaría hacia la Inmobiliaria Concepción 2000, quienes estaban interesados en generar un gran centro comercial en este espacio con una inversión de dos mil quinientos millones de pesos. El acuerdo era que Inmobiliaria Concepción 2000 quedaría como propietario único del Mercado, y a cambio mantendría a los locatarios, entregándoles espacios en el nuevo proyecto.
El avenimiento se llevó a cabo, sin embargo tiempo después, los locatarios se opusieron judicialmente al mismo acusando fraude por parte de Inmobiliaria Concepción 2000, fallando en primera instancia a favor de los nuevos propietarios, señalando que el acuerdo se hizo conforme a la ley. En 2006 la Corte de Apelaciones revoca el fallo, dándole la razón a los locatarios, a lo que Inmobiliaria Concepción 2000 recurrió ante la Corte Suprema, cuyo proceso se alargó por años.
El 5 de septiembre de 2012 se presentaron al municipio penquista dos diseños de remodelación del Mercado Central, los cuales fueron exigidos en la causa por la Corte Suprema.
A principios de abril de 2013, el ministro del tribunal de alzada Sergio Muñoz Gajardo instó a las partes a llegar a un acuerdo, otorgando como plazo fatal el 15 de mayo de 2013.

### Incendio de 2013 y abandono (2013-actualidad)

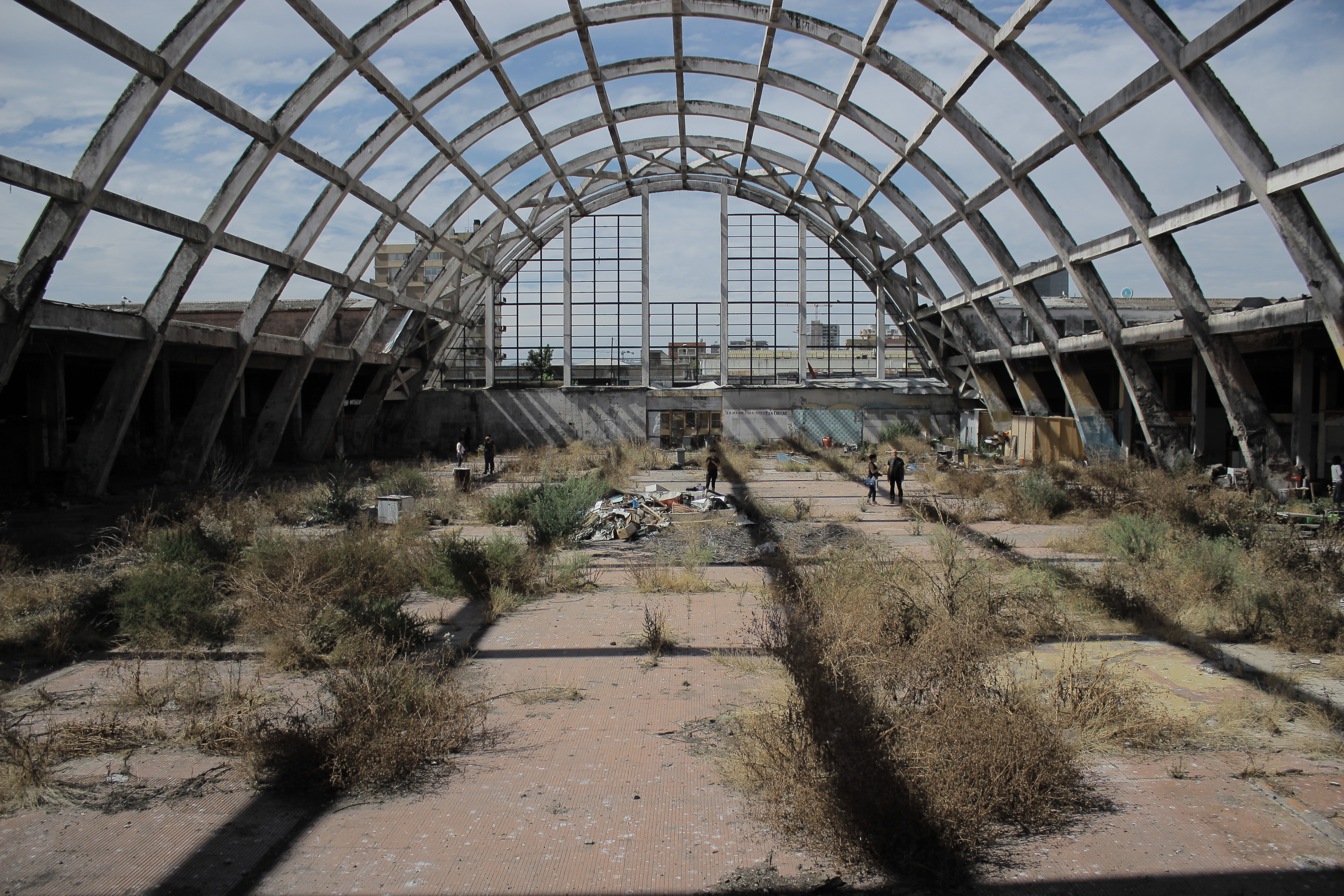
Interior del Mercado Municipal de Concepción.

El domingo 28 de abril de 2013, cerca de las 11:45 hora local (UTC-4), el mercado sufrió un grave incendio en sus dependencias, no se sabe si accidental o provocado, justo días antes de que se llevase a cabo una consulta acerca de su posible mantención y valoración como patrimonio arquitectónico de la ciudad. Bomberos de todas las compañías de la ciudad acudieron a controlar las llamas, finalmente el mercado central resultó con un 65% de daños en su estructura reflejado con serios daños en su techumbre, el siniestro afectó a 370 familias quienes perdieron sus fuentes de trabajo en el recinto.
Semanas después del incendio, el 15 de mayo de 2013, la Corte Suprema finalmente falla luego de 17 años de judicialización del Mercado. El fallo plasma el acuerdo llegado entre la Municipalidad y la Inmobiliaria Mercado Central de Concepción y Cia. C.P.A., en donde la Municipalidad de Concepción pasa a ser propietaria de los lotes 29, 30A y 30B, comprometiéndose a generar un proyecto inmobiliario que considere, como mínimo, la construcción de un nuevo mercado, manteniendo en lo posible la estructura. Como contrapartida, la Municipalidad entregará en dominio 249 locales a los locatarios y también accionistas de la inmobiliaria original. Respecto a la compra de Inmobiliaria Concepción 2000 del mercado, la justicia declaró nulo el avenimiento, y a partir de allí la Municipalidad de Concepción tendrá que llegar a un acuerdo con el fin de restituir lo pagado por la inmobiliaria.
El 10 de julio de 2013, a dos meses del incendio, el Consejo de Monumentos Nacionales votó mayoritariamente a favor de la declaración del Mercado como Monumento nacional, declaración que finalizó con el respectivo decreto del Ministerio de Educación en septiembre de 2014. Con esto, cualquier modificación a la estructura debe ser con consulta al Consejo. Esta declaración como Monumento Nacional provocó las críticas de locatarios y accionistas del Mercado.

#### Mercado provisorio: el Mercado del Gran Concepción
Luego del incendio, comenzaron las gestiones para la reubicación de los locatarios afectados. El 13 de junio de 2013 la Subsecretaría de Desarrollo Regional y Administrativo anuncia el otorgamiento de fondos para la creación de un "mercado provisorio" que consistiría en una carpa ubicada a un en un sitio ubicado por calle Maipú, entre Rengo y Caupolicán, frente a uno de los accesos del mercado siniestrado, el cual la Municipalidad de Concepción arrendaría dentro del plazo de un año con los fondos de la Subdere, continuando después los propios locatarios con el arriendo pagado por ellos mismos. El 29 de noviembre del mismo año, el Consejo Regional del Biobío aprobó el traspaso de $1.300 millones desde SERCOTEC a la Municipalidad de Concepción. En abril de 2014 desde la Gobernación Provincial de Concepción se anunció que el proyecto de "mercado provisorio" se paraliza producto de errores legales, por cuanto un ente público no puede invertir en un inmueble de privados, por lo que la Municipalidad a fines de dicho mes cesaría el arriendo del sitio.
Luego del primer intento, la Municipalidad de Concepción diseñó un nuevo proyecto llamado originalmente como "Feria de Abastos - Mercado Provisorio", esta vez en una estructura fija de dos pisos, ubicada en calle O'higgins Poniente N.º 50, en un sitio público a un costado de la SEREMI de Obras Públicas, y a 600 metros del antiguo Mercado Central, el cual fue presentado en noviembre de 2014. Este proyecto, al cual se le agregó $1.800 millones más, comenzó su construcción el 29 de abril de 2015, a dos años del incendio. El 1 de junio de 2016 se oficializó la entrega de los locales a los antiguos locatarios del Mercado original, y el 7 de julio del mismo año abre las puertas al público como "Mercado del Gran Concepción". El espacio ocupado, a cargo de la SEREMI de Vivienda, quedó en comodato a la Municipalidad de Concepción hasta el 28 de febrero de 2019; a su vez el municipio entregó la administración del recinto vía concesión a la empresa COV EIRL.
En octubre de 2016 se evidenció que cerca de un 40% de los locales permanecían cerrados desde la apertura, sumado a que los locatarios que si abrieron indicaban una baja considerable en las ventas comparado a lo que vendían en el antiguo establecimiento, pese a los esfuerzos del municipio por promover la concurrencia de personas.
El 30 de noviembre de 2017 se realiza el primer corte de electricidad por no pago de cuentas con la distribuidora eléctrica CGE, sumando para entonces una deuda de $21 millones. Desde ahí, el recinto sufrió diversos cortes eléctricos por el mismo motivo, por lo cual el 18 de octubre de 2018 la SEREMI de Salud procede a la clausura del establecimiento. Toda esta situación produjo cuestionamientos de locatarios hacia la empresa administradora del Mercado Provisorio quienes, a su vez, señalaron la falta de pago de los gastos comunes por parte de un gran número de locatarios.
El 28 de agosto de 2019, a seis meses de vencido el plazo original del comodato, la SEREMI de Vivienda anuncia la extensión del mismo hasta 2025, luego de una mesa de trabajo con la Municipalidad de Concepción y locatarios. Entre los acuerdos de dicha mesa esta el cambio de modo de administración del recinto, poniendo fin a la concesión con la empresa COV EIRL y asumiendo el municipio directamente la administración.

#### Proceso de reconstrucción del Mercado Central
El proceso de reubicación de los locatarios se dio en paralelo al proceso de reconstrucción del Mercado Central, para lo cual se comenzó con la expropiación de la manzana donde se emplaza, comprendida entre Caupolican - Freire - Rengo - Maipú.

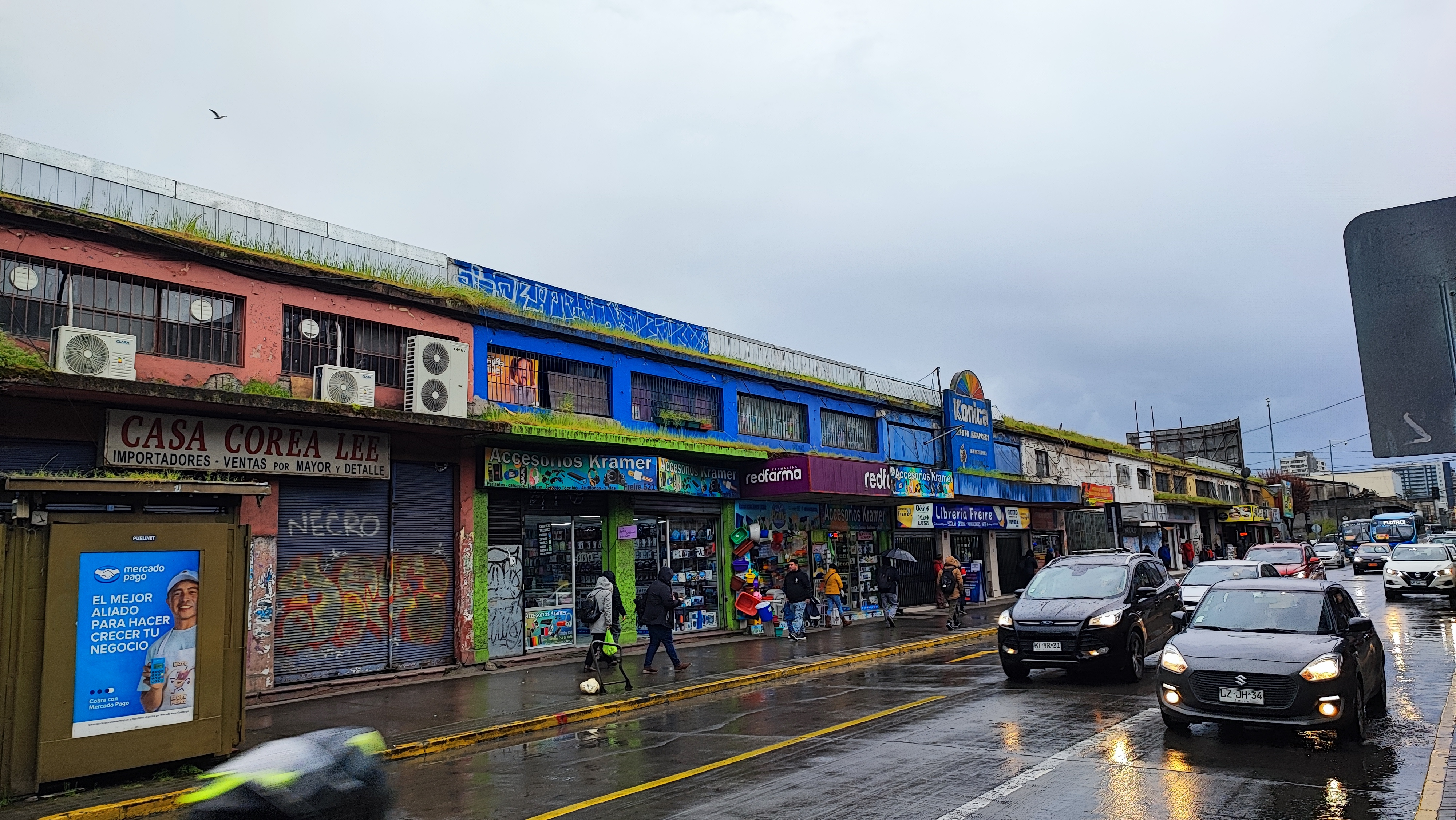
Locales comerciales que bordean el Mercado Central de Concepción por calle Freire, en septiembre de 2023. Estos locales no eran parte del mercado, y tienen diversos propietarios, no obstante estar adosados al mercado.

El 27 de julio de 2014, en una entrevista a Radio Bío-Bío el exalcalde de Concepción y en ese momento concejal de la misma comuna, Ariel Ulloa, sugiere la expropiación de la manzana completa, esto es, no solo volver a adquirir el Mercado Central propiamente tal, sino también expropiar las propiedades colindantes que no eran parte del mercado, específicamente por calles Freire, Rengo y Maipú; siendo mayormente locales comerciales y una galería, de particulares distintos a los propietarios del Mercado.
En abril de 2015, el alcalde de Concepción Álvaro Ortiz Vera anuncia la expropiación de la manzana completa del Mercado Central, el cual tendría Resolución Satisfactoria del Ministerio de Desarrollo Social y Familia e implicaría la inversión de $8 mil millones.
Luego del avenimiento suscrito ante la Corte Suprema respecto a la propiedad del Mercado, el traspaso de la propiedad del Mercado Central al municipio se vio entrampado por acciones realizadas por la Inmobiliaria Concepción 2000, acciones que fueron desechadas por la Corte de Apelaciones de Concepción, por lo que la Municipalidad de Concepción en abril de 2016 anunció iniciar la acción pertinente en el Segundo Juzgado Civil de Concepción para proceder al traspaso.

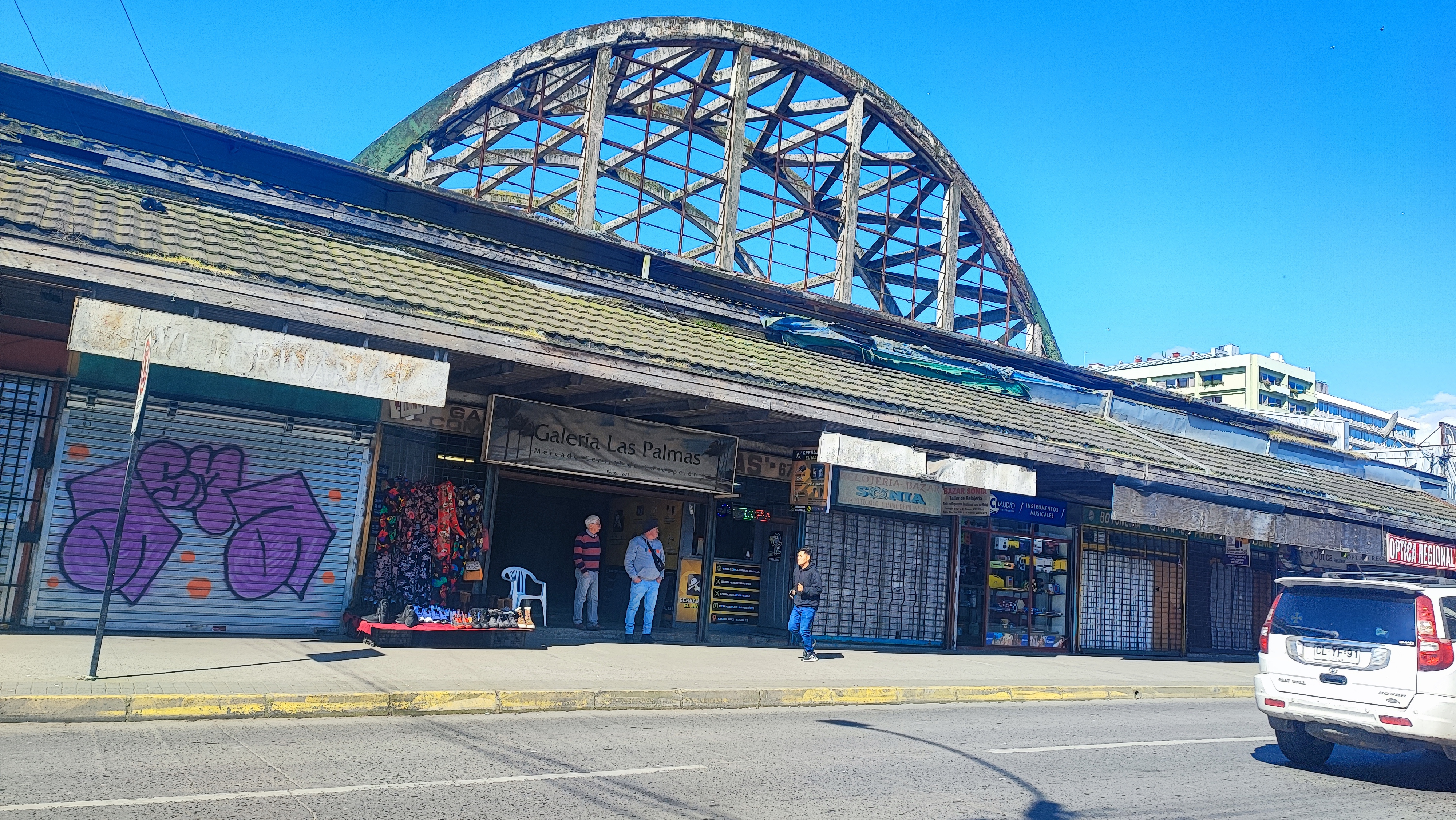
Galería Las Palmas, ubicado por calle Rengo tras el Mercado Central de Concepción, en octubre de 2023. Esta galería ha permanecido abierta, así como todos los locales comerciales alrededor del mercado, a pesar del siniestro.

El 13 de julio de 2016 se anuncia que el Servicio de Impuestos Internos remataría el Mercado Central por una deuda de contribuciones de $700 millones, que más intereses y multas, sobrepasa los mil millones de pesos. Sin embargo, dicho remate fue suspendido a solicitud de la Inmobiliaria Concepción 2000, debido a la declaratoria de monumento nacional.
A fines del 2016, la gobernadora provincial de Concepción Andrea Muñoz señala que el proceso de expropiación comenzaría en marzo de 2018, no obstante que anuncios anteriores lo fechaban para 2017.
El 22 de noviembre de 2017, el Consejo Regional del Biobío aprueba más de $10 mil millones para la expropiación de la manzana completa del Mercado Central de Concepción, modalidad defendida por el municipio, pero rechazada tanto por la Inmobiliaria Concepción 2000 y locatarios. Los recursos serían administrados por el Ministerio de Vivienda y Urbanismo que dentro de cierto plazo debiese presentar un plan de trabajo con el municipio para el proceso de expropiación y diseño de la nueva infraestructura.
En abril de 2018, a un poco menos de un mes de asumido el gobierno de Sebastián Piñera, el recién asumido SEREMI de Vivienda Emilio Armstrong señaló que los $10 mil millones aprobados por el Consejo Regional en 2017 aún no son liberados para su uso; pero no obstante, el ministerio tiene plazo hasta 2021 para crear el plan de trabajo, por lo que señala más probable que la reconstrucción comience en el próximo gobierno. En diciembre del mismo año, el Intendente de la Región del Biobío Jorge Ulloa confirma que la expropiación es inviable en el corto plazo".
Vencído el plazo de cuatro años que estableció la Corte Suprema, la Inmobiliaria Mercado Central de Concepción y Cia. en enero de 2019 solicita el cúmplace del avenimiento llegado en 2013.
En marzo de 2019, y luego de la advertencia del alcalde penquista Álvaro Ortiz sobre la falta de avance del proyecto, el Gobierno Regional del Biobío detuvo formalmente el proceso de expropiación del Mercado Central, con el argumento de la falta de claridad referente a la titularidad de los derechos sobre el Mercado y porque, ante dicha situación, sería muy probable que los $10 mil millones serían insuficientes considerando que, además con ellos, debiese financiarse el diseño del proyecto.
En septiembre de 2019 la inmobiliaria Concepción 2000 solicitó a la justicia declarar incumplido el acuerdo llegado ante la Corte Suprema el 2013, debido a que habiendo transcurrido el plazo impuesto por el tribunal de alzada, no se han cumplido los términos del mismo; por lo que solicitan declarar que la propiedad continúa siendo de la inmobiliaria.
El 31 de diciembre de 2019 se venció la recomendación técnica cuyo plazo era de dos años, por lo que desde la SEREMI de Vivienda en noviembre de 2020 se recomienda reformular el proyecto de expropiación.
En octubre de 2021 se confirma que la Municipalidad de Concepción sostuvo reuniones con locatarios y el Gobierno Regional con el fin de retomar el proyecto de expropiación. El 3 de diciembre del mismo año el Gobierno Regional del Biobío reingresa el proyecto al Ministerio de Desarrollo Social para obtener su evaluación técnica económica, cuestión confirmada días después por el SEREMI de Vivienda Sebastián Abudoj.

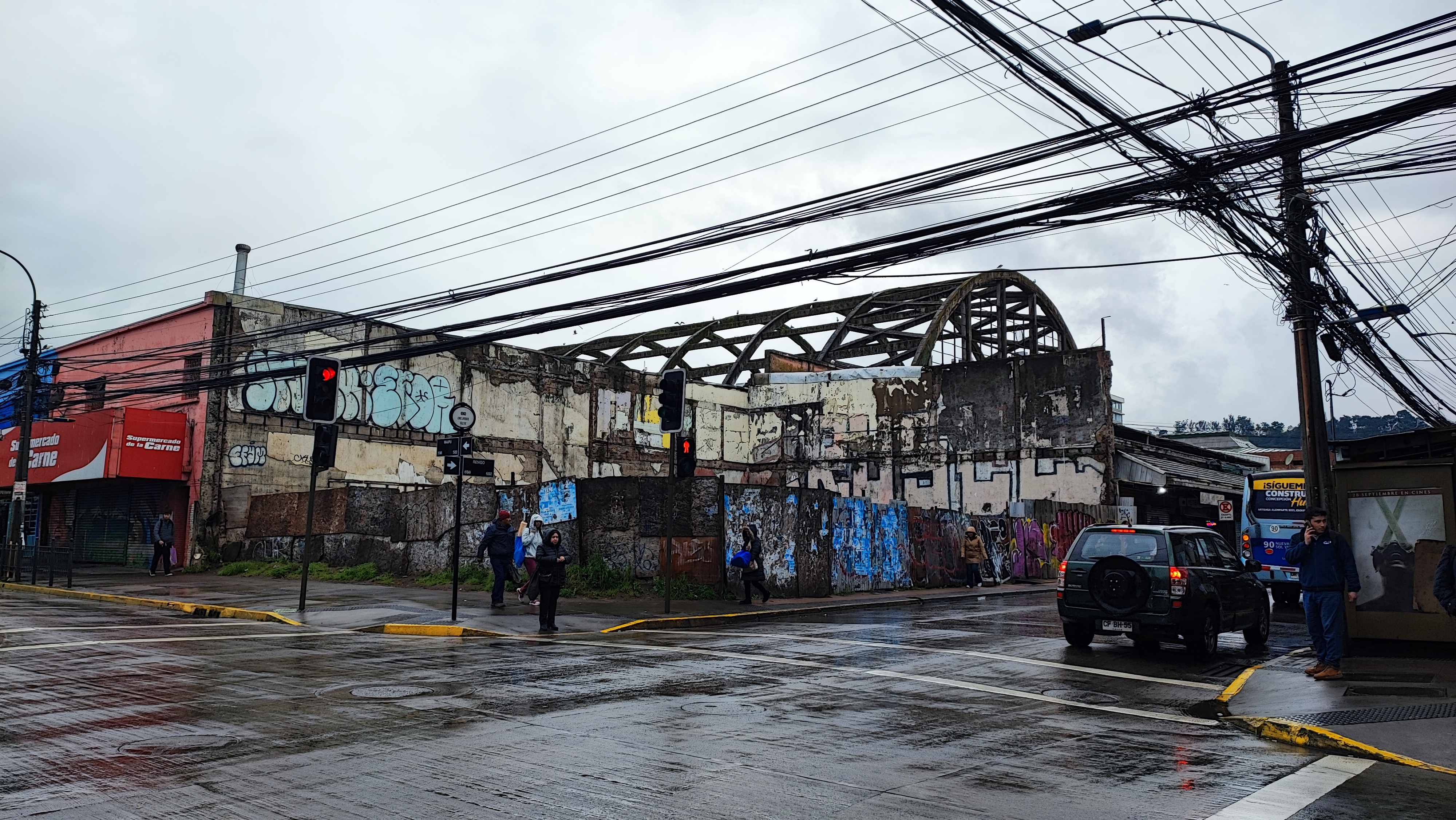
Sitio eriazo en la esquina de Maipú con Rengo, donde hasta el terremoto de 2010 se ubicaba una antigua casa adosada al Mercado Central. Este será uno de los sitios a expropiarse para la construcción del nuevo Mercado.

Tras la obtención de la evaluación técnica económica favorable, el 10 de marzo de 2022 el Consejo Regional del Biobío aprueba el traspaso de $17 mil 626 millones para el Ministerio de Vivienda y Urbanismo, el cual se concretó en noviembre del mismo año. El monto corresponde a los $10 mil millones ya aprobados el 2017 y $7 mil millones agregados; los cuales serán destinados al diseño del nuevo gobierno, a la confección de una nueva gobernanza del Mercado, y a asuntos claves como las expropiaciones y aspectos judiciales del terreno. Con la firma del convenio, desde el Gobierno Regional señalaron que el proceso de diseño comenzaría en marzo de 2023.
El 6 de abril de 2023, a casi 10 años del siniestro, en una audiencia de conciliación ante el Segundo Juzgado Civil de Concepción, se fijó 6 meses de plazo para llegar a un acuerdo para su reconstrucción, y determinó la realización de una audiencia mensual para llegar a dichos acuerdos.
A fines de agosto de 2023 la Cámara Chilena de la Construcción finaliza un concurso de diseño del nuevo mercado, quedando como ganadores estudiantes de la Universidad del Bío-Bío. En la premiación, confirman que el Ministerio de Vivienda y Urbanismo realizan estudios para definir las dimensiones del inmueble.

## Características arquitectónicas

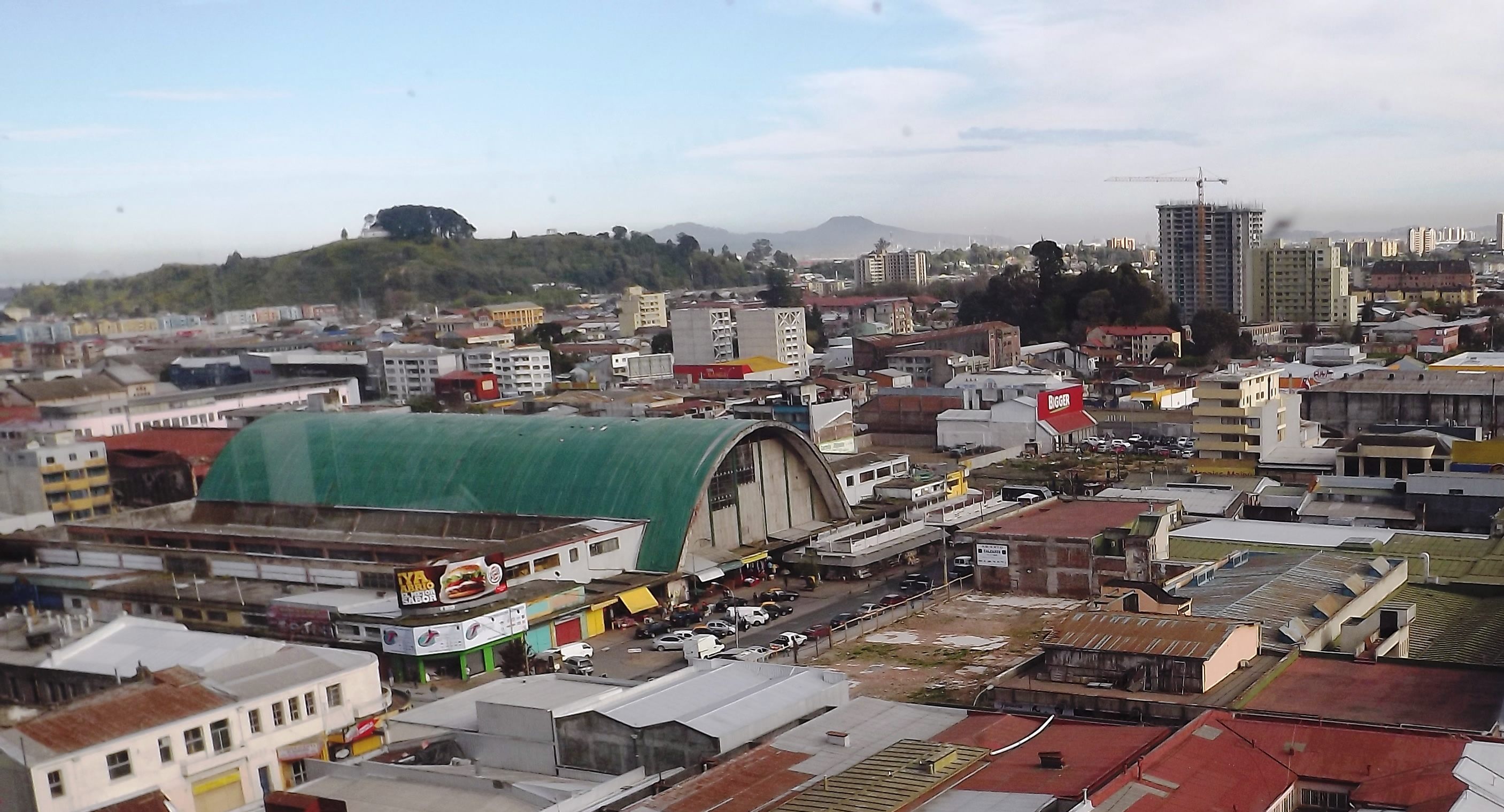
Vista aérea del Mercado Central, donde se aprecia su altitud y su estructura que asemeja un hangar.

El edificio es una de las obras más representativas de la arquitectura moderna de la región durante la década de 1940. De formas sencillas y sobrias, emula un hangar de aviones. Posee un gran techo curvo, inicialmente hecho de cobre, y un gran ventanal de 50 metros en su fachada, lo que le proporcionó una altura en esos años superior a la media de la ciudad.
Su estructura está hecha de losa nervada de hormigón, que envuelve una superficie de 3 600 metros cuadrados, divididos en una nave central y dos volúmenes laterales, que entre todos ocupan una manzana completa. La edificación se sostiene mediante una trama de piezas cortas y livianas entrecruzadas.